# Aira (vulcão)

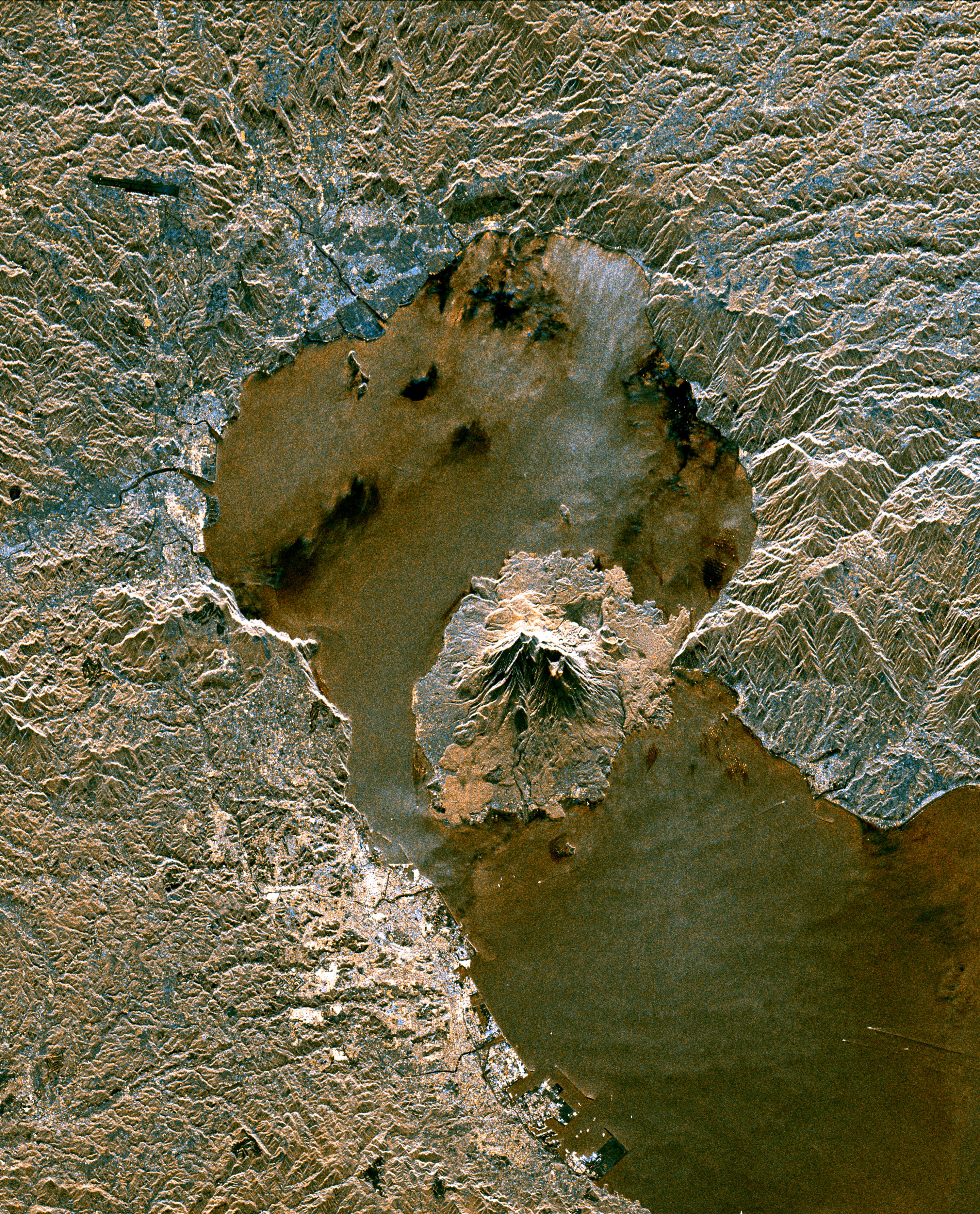
Vulcão Sakurajima em Aira, Visto do espaço

Aira é uma caldeira vulcânica de 17 x 23 km no sul da ilha de Kyūshū no Japão. A caldeira atual foi criada por uma enorme erupção de um supervulcão, há cerca de 22 mil anos.
O vulcão Sakurajima se situa dentro da caldeira, e é um dos vulcões mais ativos do Japão.